# Alliance of Motion Picture and Television Producers
A Alliance of Motion Picture and Television Producers (AMPTP) é uma associação comercial com sede em Sherman Oaks, na Califórnia, que representa mais de 350 empresas estadunidenses de produção de televisão e cinema nas negociações coletivas com sindicatos da indústria do entretenimento que incluem, entre outros, SAG-AFTRA, o Sindicatos dos Diretores da América [en], o Writers Guild of America West, o Writers Guild of America, East, a American Federation of Musicians e a International Alliance of Theatrical Stage Employees.

## Sobre
A AMPTP foi fundada em 1924 como a Association of Motion Picture Producers ou AMPP e se fundiu com outras organizações ao longo dos anos. É responsável por negociar cerca de oitenta acordos coletivos de trabalho em nome de centenas de produtores de cinema e televisão. Alguns dos membros da AMPTP incluem os principais estúdios de cinema (como Paramount Pictures, Sony Pictures, Universal Pictures, Walt Disney Studios e Warner Bros.), as principais redes de televisão aberta (como ABC, CBS, FOX e NBC), serviços de sob demanda como Netflix, Apple TV+ e Amazon, certas redes de televisão a cabo e outras empresas independentes de produção de cinema e televisão.
A atual presidente do grupo é Carol Lombardini.

## Conflitos
A AMPTP é a representante oficial da indústria do entretenimento nas negociações coletivas com os sindicatos dos trabalhadores do setor, como roteiristas, diretores, atores, músicos e técnicos. A AMPTP já enfrentou vários conflitos e greves com esses sindicatos ao longo dos anos, sobre questões como salários, benefícios, direitos autorais e novas tecnologias.
Um dos conflitos mais recentes foi a greve dos roteiristas de 2023, que começou em maio após o impasse nas negociações entre a AMPTP e o Writers Guild of America (WGA). Um dos pontos de divergência foi o uso da inteligência artificial (IA) na criação de conteúdo audiovisual. O WGA queria regular o uso da IA e garantir os direitos dos roteiristas sobre o material gerado por ela. A AMPTP disse que a IA levanta questões criativas e legais complexas que precisam de mais discussão.